# Sabueso de Halden
El Sabueso de Halden o Haldenstøver, es una raza noruega de perro de tamaño medio y tipo sabueso utilizado para la caza de liebres y otras presas en terrenos llanos.
Se asemeja al Foxhound americano pero es de menor tamaño que éste. Su nombre se debe a la localidad de Halden en el sudeste de Noruega.

## Salud
El Halden es una raza muy sana, sin problemas de salud conocidos que viven una media de 12 años.

## Historia
El Halden es una de las tres razas raras noruegas y la de menor tamaño. Criada para la caza por olfato, se cree que se ha desarrollado a través de cruces entre sabuesos noruegos locales con otros sabuesos suecos, alemanes e ingleses. Se comienza a desarrollar a principios del siglo XX y el estándar se estableció en la década de 1950. Se trata de una raza rara, especialmente fuera de Noruega.